# Japan Display
Pour les articles homonymes, voir JDI.
Japan Display Inc. ou JDI (株式会社ジャパンディスプレイ, Kabushiki gaisha Japan Disupurei, JDI) est une co-entreprise entre Sony, Toshiba, et Hitachi dans le domaine du LCD.

## Histoire
Fondée en 2012 en regroupant les activités de Hitachi, Toshiba et Sony dans les écrans LCD de petit et moyen formats. La nouvelle société est à sa création le numéro un mondial des écrans pour smartphones et l’un des fournisseurs clés d’Apple. 
Elle perd en quatre ans près de 30% de son chiffre d’affaires et cumule près de 3 milliards de dollars américains de déficit car elle n’a pas su diversifier les marchés en dehors des mobiles et anticiper la transition vers de nouvelles technologies
En novembre 2016, Japan Display annonce la suppression de 4 700 postes soit près de 30 % de son personnel, dans le but d'optimiser ses unités de production. En août 2017, elle annonce la suppression de 3 500 emplois à l'étranger et 240 au Japon, soit près de 30 % de ses effectifs mondiaux.
En 2016, l'Innovation Network Corporation of Japan (INCJ), alors son principal actionnaire, octroie à Japan Display 75 milliards de yens, et en 2017, Japan Display obtient auprès de ses banques une ligne de crédit de 107 milliards de yens. La société déclare alors vouloir lancer la production de masse d'écrans Oled afin de mieux concurrencer Samsung Electronics et qu'il lui faudrait pour cela un partenaire capitalistique.
Fin mars 2018, Japan Display annonce son intention de lever 518 millions de dollars (420 millions d'euros) via une émission d'actions nouvelles et une cession d'actifs afin de consolider ses finances. La société prévoit de proposer des actions nouvelles d'une valeur de 30 milliards de yens (229 millions d'euros) à une trentaine de fonds étrangers et d'environ cinq milliards de yens à son compatriote Nichia, spécialisé dans les écrans LED. Japan Display va également obtenir 20 milliards de yens auprès du fonds public INCJ en lui revendant une usine dans le nord-ouest du Japon.
Les nouveaux fonds seront utilisés pour la production de panneaux LCD avancés. Selon des sources du secteur, il faudrait en principe plus de 200 milliards de yens pour lancer une ligne de production de masse d'écrans Oled. L'entreprise n'est pas encore parvenu à trouver un partenaire en vue d'une alliance.
En situation de quasi-faillite, l’entreprise conclut en mars 2019 un plan de sauvetage de 232 milliards de yens (1,85 milliard d'euros). L’accord prévoit l’injection, via une augmentation de capital, de 80 milliards de yens d’argent frais par Suwa, un consortium formé par le fabricant taïwanais d’écrans tactiles TPK, le fonds d’investissement taïwanais Cosgrove Global et le fonds d’investissement chinois Harvest Tech.
Japan Display annonce le 12 juin 2019 la suppression de 1 200 emplois au Japon.